# Franciscus Henri
Franciscus Henri, pseudonimo di Franciscus Henricus Antheunis (L'Aia, 7 agosto 1947), è un musicista, cantautore e personaggio televisivo olandese con cittadinanza australiana.
Ha acquisito notorietà per essere apparso come partecipante al talent show New Faces nel 1970. Dagli anni 90 è noto anche come Mister Whiskers un cantante per bambini giramondo con il suo cane, Smiggy.

## Biografia
Nel 1956, suo padre, Franciscus Henricus Antheunis Sr. e sua madre Pietert emigrarono in Australia a bordo della nave olandese Johan van Oldenbarnevelt con suo fratello maggiore Roelof A (nato nel 1943), Franciscus Henri e sua sorella minore Maria T (nata nel 1950). Henri completò la sua educazione in Australia e divenne un insegnante qualificato di arti e mestieri nelle scuole secondarie. Nell'ottobre del 1969, Henri si esibì al 1º Festival Annuale di Musica Gospel con Faye Meadows, David Meadows, Leonie Hawthorn e il 3-in-1 Gospel Jazz Trio. Si è sposato nel 1982; nello stesso periodo ha iniziato a cantare per un pubblico infantile.

## Discografia
- 1972 – Ding Dong Who Rang the Bell
- 1972 – Gabriel's Mother's Highway
- 1975 – Pigtails
- 1976 – Lord of the Dance
- 1981 – Sunshine Rainbows and Violins
- 1981 – Children's Christmas Songs
- 1985 – Fifty Golden Nursery Rhymes
- 1988 – Treehouse

## Riconoscimenti
ARIA Music Awards:
- Dancing in the Kitchen, Walking on the Milky Way, My Favourite Nursery Rhymes, I'm Hans Christian Andersen, Mr Whiskers, Hooray for Mr Whiskers, Monkey Business: tutti nominati come migliori album per bambini